# Стружко благотворително братство
Стружкото благотворително братство „Братя Миладинови“ е патриотична и благотворителна обществена организация на македонски българи от град Струга, съществувала в българската столица София от 1899 година. Братството е закрито след Деветосептемврийския преврат в 1944 година от комунистическата власт.

## История
Братството е основано в 1899 година като подразделение на Македонската организация.
На 15 май 1913 година трима представители на Братството подписват Меморандума от сдружената македонска емиграция.
След войните братството е възстановено като Охридско-Стружко.
В 1922 година група стружани решават да се обособят в самостоятелно братство. Противници на тази идея са Милан Матов, Георги Чакъров, Лев Попов, Живко Гълъбов, Никола Мушмов. Въпреки това братството е основано, а противниците без Мушмов по-късно се присъединяват към него.
Учредителното събрание е проведено в дома на Иван Миладинов на 22 март 1922 година. На него се избира настоятелство и устав, който е утвърден от Министерството на народното просвещение н 31 май 1922 година. За членове на настоятелството са избрани Иван Миладинов - председател, архитект Зарко Спасов - подпредседател, Владимир Асенков - секретар, Кръстьо Д. Попов - касиер, Димитър Дудулов - библиотекар информатор, Евсевия Деребанова - помощник-касиер и Георги Дудулов - съветник. Освен избраните на събранието присъстват Сл. Самарджиев, Иван Деребанов, Стефан Деребанов, Милан Спасов, Васил и Владо Попевтимови, Л. Мисов, Никола Ст. Матов, Иван Янков, Никола Белев, Елисавета Миладинова и Анастас Миладинов.
Изработен е печат, кръгъл с дата 31 май 1922 година, а също и знаме съхранявано от председателя на братството. Патронният празник на братството е 24 януари – годишнина от кончинаната на братя Миладинови.
Делегати от братството на обединителния конгрес на СМЕО и МФРО от януари 1923 година са Иван Миладинов, Иван Хаджов и Климент Хаджов.
През май 1926 година братството си избира настоятелство в състав Иван Хаджов (председател), Христо Миладинов (подпредседател), Христо Хаджипопевтимов (секретар), Кръсто Д. Попов (касиер), Ангел Дудулов (библиотекар), а съветници са Лев Г. Попов и Тасе Христов.
От 1922 до 1929 година в настоятелството са избирани: председатели: Иван Миладинов (4 години и 3 години делегат на Македонския конгрес), Живко Гълъбов (1 година), Иван Хаджов (1 година и 3 години делегат), свещеник Лев Попов (1 година и 3 години делегат); подпредседатели: Зарко Спасов (1 година), Климент Хаджов (2 години и 1 година делегат), Христо Миладинов (1 година и 1 година делегат), Велика Панова Наумова (2 години и 1 година делегат) Климент Миладинов (1 година); секретари: Владо Асенков (1 година), Георги Карамитрев (1 година и 1 година делегат), Христо Попевтимов (2 години), Христо Миладинов (1 година), Н. Н. Чакъров (1 година); касиери: Кръстьо Д. Попов (7 години), Сашо Попов (1 година), Ангел Дудулов (1 година); подсекретари: Елисавета Миладинова (1 година); библиотекари информатори: Димитър Дудулов, Ангел Дудулов, Христо Миладинов; помощник-касиери: Евсевия Деребанова, Васил Попевтимов, Секула Христов; съветници: Георги Дудулов, Васил Попевтимов, Иван Деребанов, Секула Христов, Тасе Христов, Ангел Дудулов, Д. Кузманов и П. Пеев; делегати: Милан Матов, Наум Асенков, Тасе Христов.
Управителното тяло на братството през 1938 година включва Костадин Димов Гогов (председател), Йосиф Иванов Балев (подпредседател), Американ Вас. Георгиев (секретар), Николай Й. Димитров (домакин/библиотекар), Христо Илиев Иванов и Владимир Кир. Блъсков са съветници. В контролната комисия влизат Лука Василев Гигов (председател), Стоян Николов Вучков и Георги Ник. Ганджулов са съветници.
През 1941 година председател на братството е Христо Миладинов.